# Saint-Bauzille-de-Putois
Saint-Bauzille-de-Putois (okzitanisch: Sent Bausèli) ist eine französische Gemeinde im Département Hérault in der Region Okzitanien. 
Das Terrain der Gemeinde erstreckt sich über 18,32 km² und wird vom Hérault durchflossen. Von Ganges aus gesehen, das den Eingang zu den Cevennen markiert, liegt die Gemeinde ca. zehn Kilometer südlich, an der Straße nach Montpellier.
Die Gemeinde zählt 1839 Einwohner (1. Januar 2022), die Saint-Bauzillois genannt werden.
Als Sehenswürdigkeit ist die Grotte des Demoiselles die bekannteste Touristenattraktion.
Recht unklar ist die Herkunft der Ortsbezeichnung. Während der Heiligenname auf einen Märtyrer aus Nîmes verweist, kann "putois" in den mittelalterlichen Belegstellen auf "puits" (Brunnen) oder auf eine lokal verbreitete Wildpflanze zurückgeführt werden.

## Bevölkerungsentwicklung
| Jahr                       | 1962 | 1968 | 1975 | 1982 | 1990 | 1999 | 2007 | 2019 |
| Einwohner                  | 1417 | 1341 | 1186 | 1108 | 1021 | 1140 | 1385 | 2001 |
| Quellen: Cassini und INSEE |      |      |      |      |      |      |      |      |